# Stoltsö
Stoltsö är en ö i Finland. Den ligger i Finska viken och i kommunen Raseborg i den ekonomiska regionen  Raseborg i landskapet Nyland, i den södra delen av landet. Ön ligger omkring 80 kilometer väster om Helsingfors.
Öns area är 31,6 hektar och dess största längd är 1 kilometer i nord-sydlig riktning.